# António de Abreu (compositor)
António de Abreu foi um famoso guitarrista português do século XVIII. Viveu em Madrid, tornando-se conhecido como El Português.
Escreveu um compêndio para guitarra em 1779, que será ampliado posteriormente em 1799 com o título de Escuela para tocar con perfección la guitarra de cinco y seis órdenes.

## Composição
- Sonata I para guitarra em dó maior
- Sonata II para guitarra em mi maior
- Sonata III para guitarra em sol maior